# Нэйху (станция метро)
«Нэйху» (англ. Neihu; кит. 內湖) — станция линии Вэньху Тайбэйского метрополитена, открытая 4 июля 2009. Располагается между станциями «Парк Даху» и «Вэньдэ». Находится на территории района Нэйху в Тайбэе.

## Техническая характеристика
Станция «Нэйху» — эстакадная с боковыми платформами. Для перехода на противоположную платформу оборудован мостик над путями. На станции имеется два выхода.  Оба выхода оборудованы лифтами для пожилых людей и инвалидов. Один выход оснащён эскалаторами. На станции установлены платформенные раздвижные двери.